# Mary Michon
Mary Michon (Breda, 13 juli 1939 - Amsterdam, 21 juni 2011) was een Nederlandse programmamaakster, schrijfster en actrice.

## Leven en werk
Michon werd in 1939 in Breda geboren. Zij begon haar loopbaan na het volgen van de kleinkunstacademie als actrice. Zij speelde rollen in musicals als Heerlijk duurt het langst (1965), Maskerade (1979), Amerika Amerika (1982) en Evenaar (1983). Ook speelde zij een rol in de speelfilm Soldaat van Oranje. Michon is meer dan dertig jaar als programmamaakster verbonden geweest aan de IKON. Zij maakte voor deze omroep vele programma's zoals Kanjers in 1990 over jongeren en seks en In het Teken van het Hout in 1996 over de vraag hoe Jezus kan worden verbeeld. Veel van haar werk voor de IKON verscheen ook in boekvorm, maar ook daarnaast publiceerde zij. Haar laatste boek Van die damesdingen uit 2009 ging over de kunst van het ouder worden. Ten behoeve van de emancipatie van ouderen richtte zij de stichting Grey Power op. Over het thema ouder worden maakte zij ook het cabaretprogramma Hinderlijk blij (2003). Michon was lid van de jury van de John Kraaijkamp Musical Award.
Michon werd in 2010 benoemd tot ridder in de Orde van Oranje-Nassau. Zij overleed in juni 2011 op 71-jarige leeftijd in Amsterdam.

## Prijzen
- Een eervolle Nipkow-vermelding (1987) voor Een Spannend Bestaan
- J.B. Broekszprijs (1985) voor Slikken of stikken, geen baan toch werk
- Spaanprijs (1997) voor In het teken van het hout